# Ульозеро
Ульозеро — пресноводное озеро на территории Винницкого сельского поселения Подпорожского района Ленинградской области.

## Общие сведения
Площадь озера — 1,1 км², площадь водосборного бассейна — 2,72 км². Располагается на высоте выше 241,4 метров над уровнем моря.
Форма озера лопастная, продолговатая: оно на два километра вытянуто с северо-запада на юго-восток. Берега изрезанные, каменисто-песчаные, местами заболоченные.
С западной стороны Ульозера вытекает безымянная протока, впадающая в Курбозеро, из которого берёт начало река Верхняя Курба, впадающая в реку Оять, левый приток Свири.
В озере расположено не менее трёх безымянных островов различной площади.
К западу от озера проходит дорога местного значения.
Населённые пункты вблизи водоёма отсутствуют.
Код объекта в государственном водном реестре — 01040100811102000015500.